# Matthiola daghestanica
Matthiola daghestanica är en korsblommig växtart som först beskrevs av Pasquale Conti, och fick sitt nu gällande namn av Nikolaj Adolfovitj Busj. Matthiola daghestanica ingår i släktet lövkojor, och familjen korsblommiga växter. Inga underarter finns listade i Catalogue of Life.